# 帕克-戴维斯
帕克-戴维斯公司是一家总部位于美国密西根州底特律的制药公司，1970年被华纳-兰伯特（Warner–Lambert）公司收购，2000年随母公司一起被輝瑞公司收购。

## 产品
- 乙环利定（CI-400）
- 普罗法朵（CI-572）
- 氯胺酮（CI-581）
- 唑拉西泮（CI-716）
- 丙卡特罗（CI-888）
- 加巴喷丁（CI-945）
- CI-966
- CI-988
- CI-1017